# Zhu Chen
Zhu Chen (chin. upr. 诸宸; chin. trad.: 諸宸, ur. 16 marca 1976 w Wenzhou) – chińska szachistka, mistrzyni świata w szachach w latach 2001–2004, od 2006 reprezentantka Kataru.

## Kariera szachowa
W rozgrywkach o tytuł mistrzyni świata Zhu Chen zadebiutowała w 1995 w Kiszyniowie. W turnieju międzystrefowym rozegranym systemem szwajcarskim zajęła XIX miejsce. W 2000 roku w Delhi odbyły się pierwsze mistrzostwa świata rozgrywane systemem pucharowym. Zhu Chen odpadła w I rundzie, przegrywając z Iriną Krush. Rok później turniej mistrzowski rozegrano w Moskwie. Zhu Chen wygrała wszystkie mecze. W półfinale zwyciężyła byłą mistrzynię świata, Maię Cziburdanidze, 2½ : 1½. W meczu finałowym spotkała się z Aleksandrą Kostieniuk, która wyeliminowała w półfinale inną chińską szachistkę, Xu Yuhua. W czterech partiach finału przeciwniczki wygrały po dwie partie, a w pierwszej dogrywce po jednej. Dopiero w drugiej dogrywce tempem przyspieszonym Chinka wygrała obie partie, co dało jej tytuł mistrzyni świata oraz męski tytuł arcymistrza. Po zdobyciu tytułu w turniejach występowała sporadycznie – do 2005, kiedy zajęła czołowe miejsce w otwartym turnieju w Barcelonie. W 2006 zajęła II miejsce (za Kateryną Łahno) w turnieju North Urals Cup w Krasnoturjinsku, natomiast rok później w tym mieście zajęła I miejsce (wraz z Zhao Xue). Podczas rozgrywanych w Dosze igrzysk azjatyckich wywalczyła brązowy medal.
Zhu Chen pięciokrotnie reprezentowała Chiny na kobiecych olimpiadach szachowych, zdobywając wraz z drużyną pięć medali: brązowy (1994), srebrny (1996) i trzy złote (w 1998, 2000 i 2002).
Najwyższy wynik rankingowy w dotychczasowej karierze osiągnęła 1 stycznia 2008; mając 2548 punktów, zajmowała wówczas 4. miejsce na światowej liście FIDE.

## Życie prywatne
Od 2001 jest żoną najlepszego katarskiego szachisty, Mohamada Al-Modiahki.